# نيابة زيك
نيابة زيك ، نيابة جبلية من ضمن الحزام الأخضر لجبال ظفار، تتبع اداريا ولاية صلالة وتبعد عن مدينة صلالة حوالي40-10 كيلومترا. تحدها من الشرق نيابة السان التابعة لولاية صلالة، وتحدها من الغرب نيابة قيرون حيريتي، ومن الشمال ولاية ثمريت، ومن الجنوب سهل صلالة.

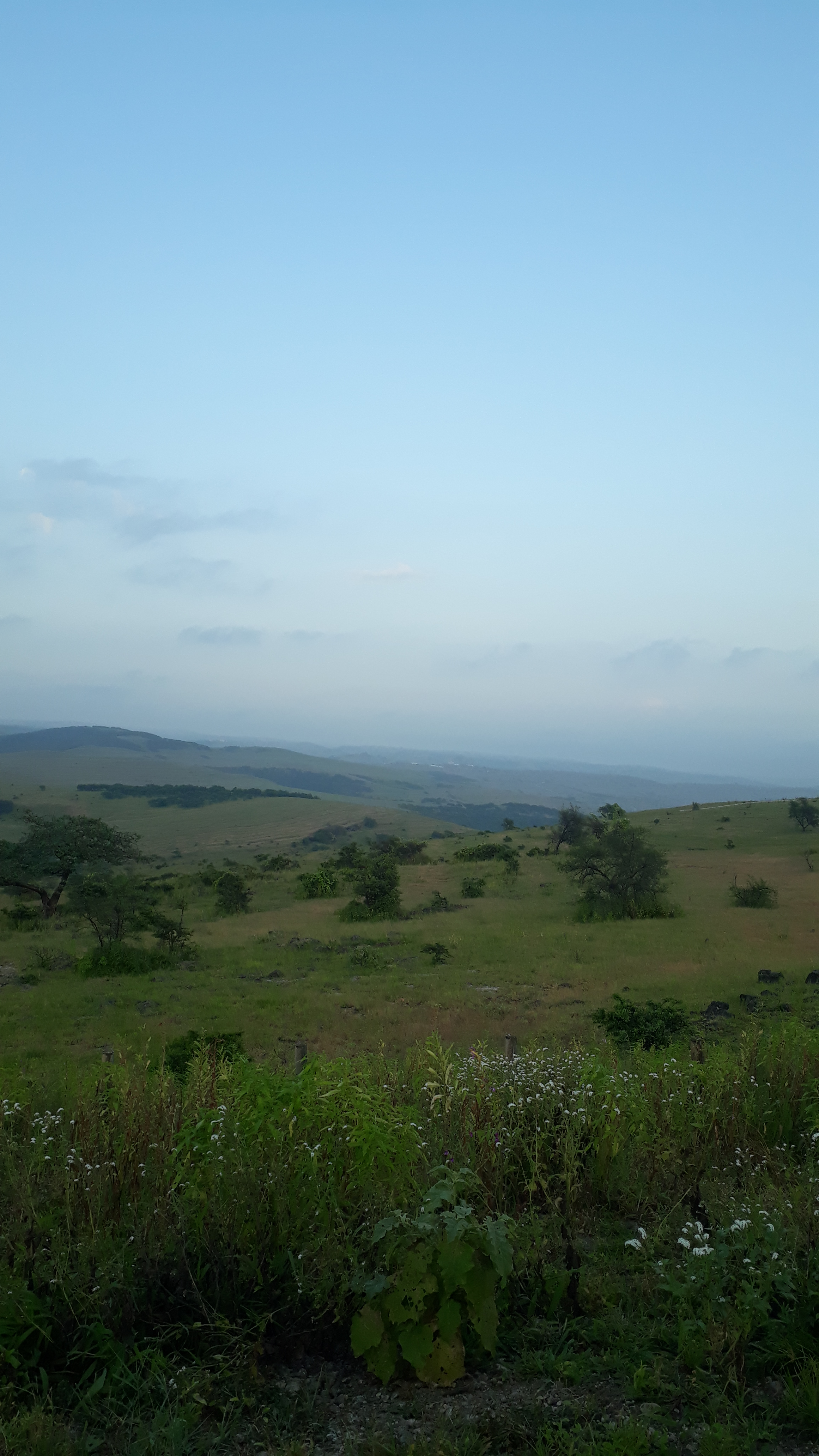
Zik is a peaceful mountain village in western Dhofar, Oman, known for its lush greenery and misty landscapes during the Khareef season.

## عيون الماء في نيابة زيك
تشتهر نيابة زيك بعدة عيون مائية ومن أشهرها عين صحلنوت التي تغذي الخزانات الأرضية والجوفية لمنطقة سهل صحـلنوت وتعتبر عين صحلنوت مزارا سياحيا في أغلب المواسم السياحية حيث يتوافد إليها السياح وضيوف المحافظة ·تتوفر بها بعض الخدمات كالطرق المعبدة والمسفلتة وإنارة ومرافق عامة ومواقع مشاهدة.
تتوزع في نطاق واسع نيابة زيك على الكثير من القرى و هي كالتالي:قرية زيك، قرية امبري،قرية وادي سودة، قرية اشتو،قرية جير،قرية ريثوت، قرية عين و أيضا قرية شيحيت
قرية شير.